# Cornești, Bacău
Cornești este un sat în comuna Filipești din județul Bacău, Moldova, România.